# Carl Petter
Carl Petter (& New Rocket) (født 2. marts 1947, død 14. februar 2019) var en dansktopsanger fra Danmark. Carl Petter er bl.a. kendt for nummeret Stik mig en øl (1982).
Karl Peter Jensen, kendt som Carl Petter, døde natten mellem 13. og 14. februar 2019.

## Diskografi
- 10 Go'e (1982)